# Rhabdogaster nuda
Rhabdogaster nuda är en tvåvingeart som beskrevs av Friedrich Hermann Loew 1858. Rhabdogaster nuda ingår i släktet Rhabdogaster och familjen rovflugor. Inga underarter finns listade i Catalogue of Life.